# Stolperstein in Rudolstadt

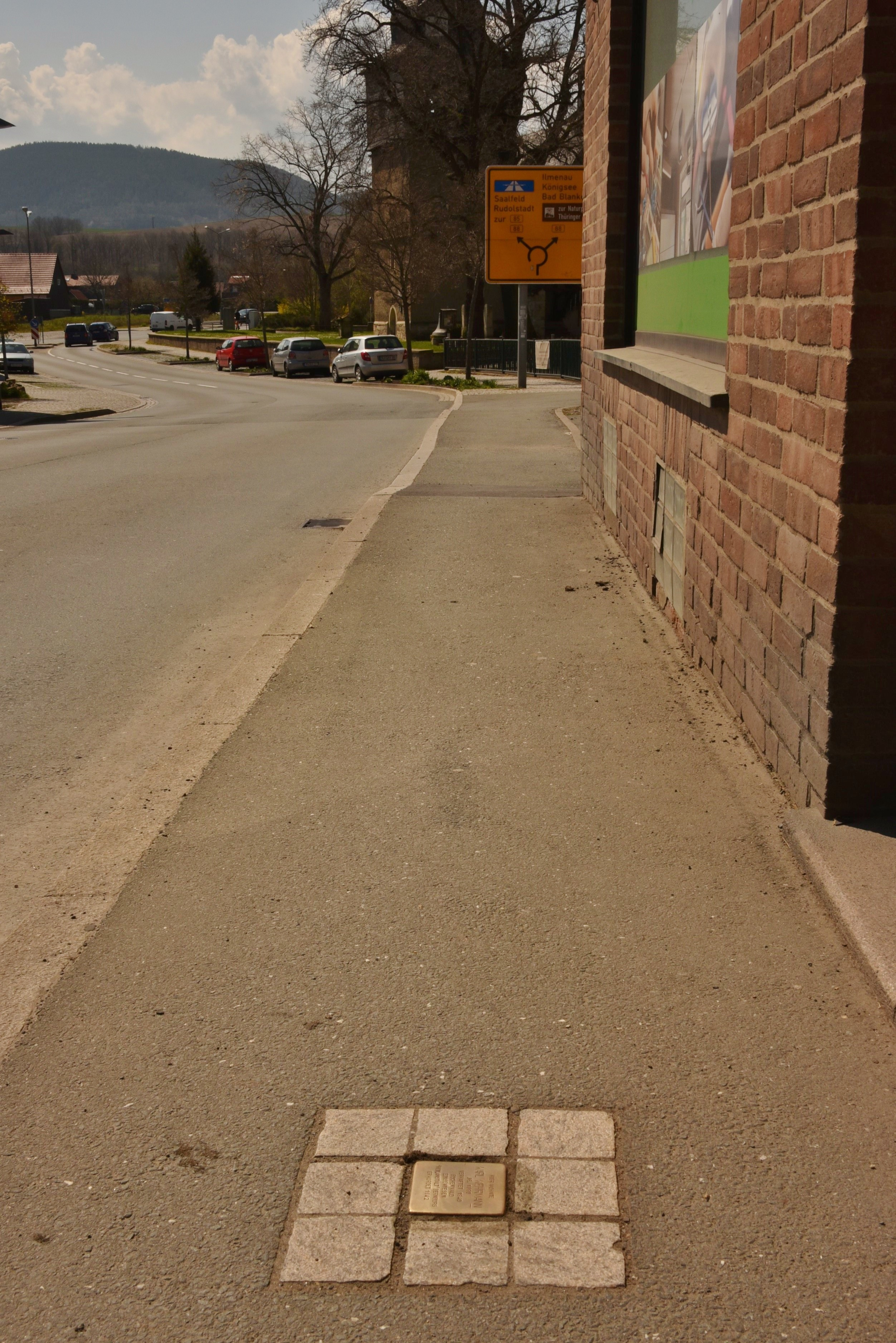
Stolperstein für Karl Kehrmann

Der Stolperstein in Rudolstadt ist Karl Kehrmann gewidmet. Stolpersteine werden vom Kölner Künstler Gunter Demnig in weiten Teilen Europas verlegt. Sie erinnern an das Schicksal der Menschen, die von den Nationalsozialisten ermordet, deportiert, vertrieben oder in den Suizid getrieben wurden und liegen im Regelfall vor dem letzten selbstgewählten Wohnsitz des Opfers.
Der bislang einzige Stolperstein in Rudolstadt wurde am 2. Juni 2010 verlegt.

## Stolperstein
| Stolperstein | Inschrift | Verlegeort                | Name, Leben   |
| ------------ | --- | ------------------------- | ------------- |
|              | HIER WOHNTE KARL KEHRMANN JG. 1890 VERHAFTET 1940 BUCHENWALD EINGEWIESEN ‘HEILANSTALT’ BERNBURG ERMORDET 1942 | Schwarzburger Straße 72 · | Karl Kehrmann |

## Verlegung
Der Stolperstein wurde am 2. Juni 2010 von Künstler Gunter Demnig persönlich verlegt.